# Spasitel trapitel
Spasitel trapitel (v anglickém originále Bart's Dog Gets an F) je 16. díl 2. řady (celkem 29.) amerického animovaného seriálu Simpsonovi. Scénář napsal Jon Vitti a díl režíroval Jim Reardon. V USA měl premiéru dne 7. března 1991 na stanici Fox Broadcasting Company a v Česku byl poprvé vysílán 3. září 1993 na stanici ČT1.

## Děj
Líza je doma s příušnicemi, a tak ji Marge učí šít. Zatímco Homer nakupuje v obchodu časopisy pro Lízu, uvidí sportovní boty Assassins a za 125 dolarů si je koupí. Spasitel Homerovy boty okamžitě zničí. Marge ukáže Líze patchworkovou deku, rodinné dědictví, které Spasitel brzy rozkousá. Když se Homer a Marge chtějí psa zbavit, Bart a Líza slíbí, že ho vycvičí, aby si ho mohli nechat. 
Spasitel navštěvuje školu poslušnosti, kterou vede Angličanka Emily Winthropová. Když vidí, jak špatně se pes chová, přísně Bartovi navrhne, aby k nápravě jeho chování použil škrticí řetěz. Protože se Bart zdráhá použít k jeho výcviku pevnou disciplínu, pes nezvládá základní povely, jako je sedni a přivolání. Emily je na Barta a jeho psa při každé hodině čím dál podrážděnější. 
V domnění, že je to jejich poslední společná chvíle, si Bart večer před závěrečnou zkouškou hraje se Spasitelem. Pes je konečně schopen porozumět Bartovým povelům a k Homerově nelibosti projde školou poslušnosti. Líza to oslaví tím, že založí novou deku, jež nahradí tu, kterou pes zničil.

## Produkce
Epizodu napsal Jon Vitti a režíroval ji Jim Reardon. V roli Emily Winthropové, instruktorky školy poslušnosti, která svými manýry parodovala Margaret Thatcherovou, hostovala Tracey Ullmanová. Simpsonovi začali jako série minutových krátkých skečů, které se vysílaly ve varietním pořadu Ullmanové The Tracey Ullman Show v letech 1987–1989. Vzhledem k úspěchu krátkých seriálů se postavičky rozrostly do vlastního půlhodinového pořadu v hlavním vysílacím čase na stanici Fox s názvem Simpsonovi. Tvůrce seriálu Matt Groening chtěl, aby Ullmanová hostovala v jednom ze skečů, ale bylo mu řečeno, že je příliš zaneprázdněná svou show. Když byl její pořad v roce 1990 zrušen, Ullmanová souhlasila s hostováním v Simpsonových poté, co ji Groening znovu požádal o vystoupení. Zvířecí zvuky pro tuto epizodu, včetně zvuků Spasitele, namluvil Frank Welker. Byla to první epizoda Simpsonových, na které Welker pracoval, a stal se do roku 2002 stálým dabérem seriálu.

## Kulturní odkazy
Dům a rodina doktora Dlahy připomínají dům a rodinu z pořadu The Cosby Show, jenž v té době soupeřil se Simpsonovými o čtvrteční časový slot ve 20.00. Špičkové a drahé tenisky jsou odkazem na Air Jordans značky Nike, které se prodávají na základě věrnosti značce a podpory celebrit. Když Líza šije, hraje hudba z filmu E.T. – Mimozemšťan a Lízin dotek Margina prstu odkazuje na závěrečnou scénu snímku. Druhý obrázek v patchworkové dece rodiny Bouvierových zobrazuje plakát na jedno z představení Buffalo Billa na Divokém západě. Třetím obrázkem je fotografie The Falling Soldier od Roberta Capy. Když se scéna změní na pohled Spasitele, ozve se zvuk malé exploze; tento zvuk je použit ve filmu Predátor, když se kamera přepne na pohled Predátora. Dramatická hudba z filmu Čelisti je použita těsně předtím, než Spasitel na něco zaútočí. Škola psí poslušnosti má různé kategorie pojmenované po slavných psech, kterými jsou Rin Tin Tin, Benji, Toto a Cujo. Winthropová je založena na britské cvičitelce psů a spisovatelce Barbaře Woodhouseové. Winthropová zvolá „Heavens to Murgatroyd!“, což je hláška, kterou pronesl Bert Lahr ve filmu Meet the People a kterou zpopularizovala kreslená postavička Snagglepusse. Jeden ze psů viděných při slavnostní promoci je pojmenován po starověkém čínském filosofovi Lao-c'. Na konci dílu jsou ve spodní části obrazovky uvedeny titulky s osudy jednotlivých psů ve třídě, což je odkaz na závěr filmu Zvěřinec časopisu National Lampoon.

## Přijetí
V původním vysílání se díl umístil v týdnu od 4. do 10. března 1991 na 30. místě v žebříčku sledovanosti s ratingem 13,8, což odpovídá přibližně třinácti milionům domácností. Byl to nejlépe hodnocený pořad na stanici Fox v tomto týdnu.
Po odvysílání epizoda získala od televizních kritiků převážně pozitivní hodnocení. Autoři knihy I Can't Believe It's a Bigger and Better Updated Unofficial Simpsons Guide, Warren Martyn a Adrian Wood, napsali, že se jedná o „příjemnou epizodu umocněnou jak slečnou Winthroppovou v podání Tracey Ullmanové, tak tlumenými psími zvuky Franka Welkera“. Colin Jacobson z DVD Movie Guide uvedl, že díl „představuje zvláštní pohled, protože se Spasitel v předchozích dílech nikdy nechoval takhle špatně, ale důslednost nikdy nebyla zrovna charakteristickým znakem seriálu“. Dále poznamenal, že Tracey Ullmanová „nabídla skvělý výkon v roli majitelky školy poslušnosti Emily Winthropové“, a na závěr uvedl, že epizoda celkově „poskytla další konzistentně dobrou podívanou“.
Bryce Wilson z časopisu Cinema Blend se v recenzi 2. řady domníval, že díl Spasitel trapitel působí „trochu ploše“, ale i v jeho „nejnižších bodech se dá snadno najít humor“. Doug Pratt, recenzent DVD a spolupracovník časopisu Rolling Stone, epizodu rovněž hodnotil kladně: „Divákovi se naskýtá inspirovaný psí pohled na svět, ve velmi šedivých tónech, s lidmi mluvícími bláboly; další dojemná snaha postav.“. Jacobsonovou oblíbenou hláškou dílu byla Homerova reklama na Spasitele: „Zdarma do milujícího domova. Nejgeniálnější pes na světě. Na povel říká ‚Miluji tě.‘.“.
Dawn Taylorová v recenzi pro DVD Journal považovala za nejpamátnější hlášku Flandersův popis tenisky Assassins: „Mají pásky na suchý zip, vodní pumpu v jazyku, zabudovaný krokoměr, reflexní bočnice a malé destičky.“. V rámci propagace The Simpsons Sing the Blues měl krátce po prvním odvysílání této epizody premiéru videoklip k druhému singlu „Deep, Deep Trouble“.